# Willy Hufschmid
Willy Hufschmid, švicarski rokometaš, * 9. oktober 1918, † ?.
Leta 1936 je na poletnih olimpijskih igrah v Berlinu v sestavi švicarske rokometne reprezentance osvojil bronasto olimpijsko medaljo.